# Antoni Sikorski (lekarz)

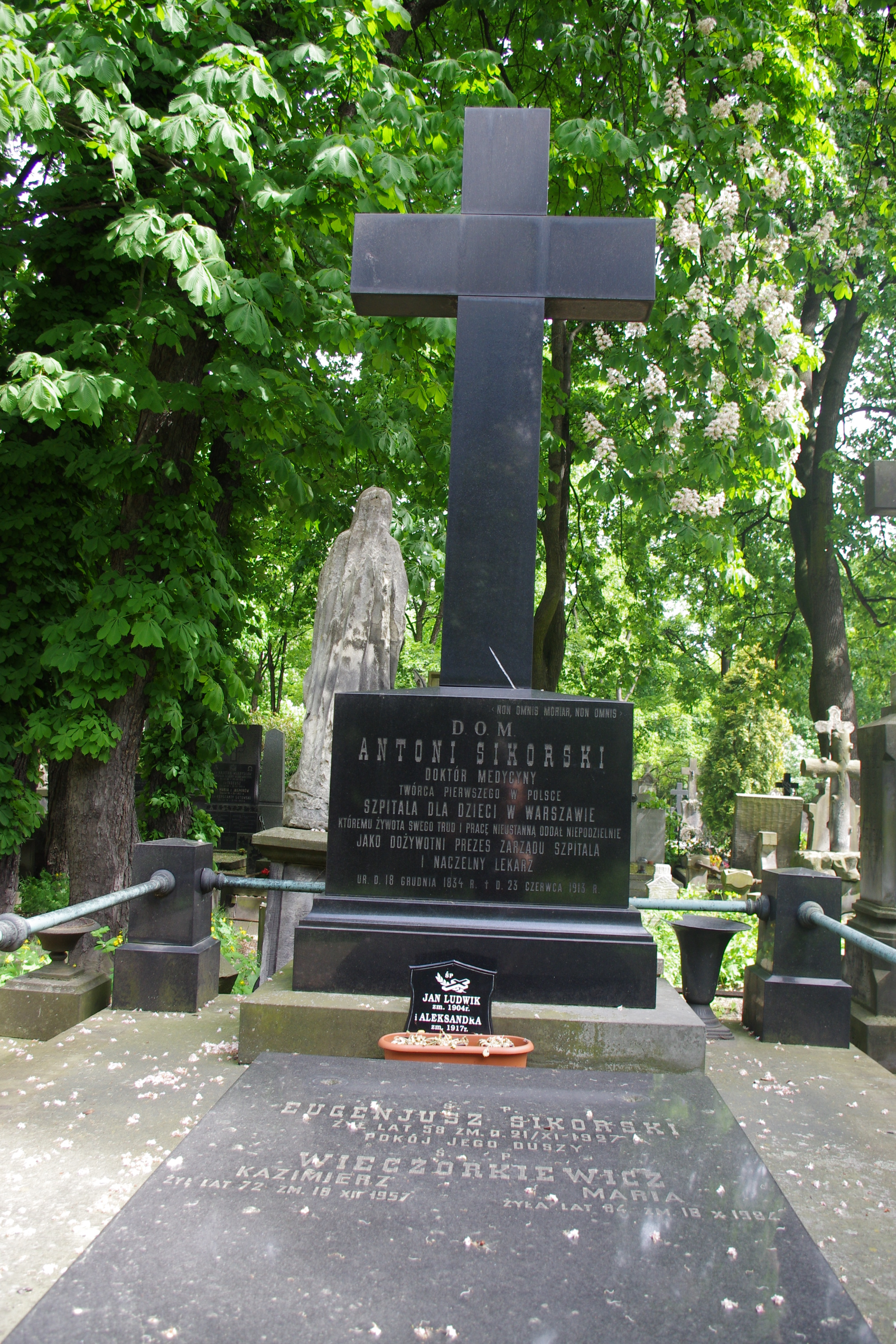
Grób lekarza Antoniego Sikorskiego na Starych Powązkach w Warszawie

Antoni Sikorski (ur. 18 grudnia 1834, zm. 23 czerwca 1913) – polski  lekarz pediatra, twórca pierwszego na ziemiach polskich Szpitala dla Dzieci w Warszawie, dożywotni prezes zarządu szpitala i jego naczelny lekarz.

## Życiorys
Szpital założył w 1869 jako prywatną lecznicę. Początkowo pacjentów przyjmowano przy ul. Solnej, a od 1875 lecznica działa przy ul. Aleksandrii (dzisiaj ul. Kopernika)
Pochowany na cmentarzu Powązkowskim (kwatera 174-4-27/28).